# Rossano Veneto
Rossano Veneto (velenceiül Rosan) település Olaszországban, Veneto régióban, Vicenza megyében. Lakosainak száma 8176 fő (2023. január 1.). Rossano Veneto Cassola, Cittadella, Galliera Veneta, Loria, Rosa, Tezze sul Brenta és San Martino di Lupari községekkel határos.

## Népesség
A település népességének változása:
| Lakosok száma | 8096 | 8078 | 8130 | 8176 |
|               | 2017 | 2018 | 2019 | 2023 |